# Christiaan Lodewijk van Mecklenburg
Christiaan Lodewijk Ernst August Maximiliaan Johan Albert Adolf Frederik hertog van Mecklenburg (Ludwigslust, 29 september 1912 - Hemmelmark, 18 juli 1996) was een hertog van Mecklenburg-Schwerin.
Hij was de tweede zoon van groothertog Frederik Frans IV en Alexandra van Hannover-Cumberland. In 1918 abdiceerde zijn vader als laatste groothertog van Mecklenburg. Op uitnodiging van hun tante koningin Alexandrine van Denemarken verbleef het gezin enige tijd op Slot Sorgenfri nabij Kopenhagen. In 1935 nam Christiaan Lodewijk dienst bij het veertiende ruiterregiment in Ludwigslust. Als zodanig nam hij deel aan de Tweede Wereldoorlog tot hij, ten gevolge van het zogenaamde Prinzenerlass zijn dienst moest opgeven. In 1945 werd hij krijgsgevangen gemaakt door het Rode Leger. Pas in 1953 kwam hij - door bemiddeling van Konrad Adenauer vrij.
In 1954 trouwde hij met prinses Barbara van Pruisen, een dochter van prins Sigismund van Pruisen. Het paar kreeg twee kinderen:
- Donata (1956)
- Edwina (1960)

Deze dochters zijn de enige twee nog levende leden van het huis Mecklenburg-Schwerin, dat in mannelijke lijn is uitgestorven. Naast hen was er nog een volle nicht van koningin Juliana (1909-2004) tot 2019 in leven, te weten: Woizlawa-Feodora van Mecklenburg-Schwerin (1918-2019), die in 1939 Hendrik I Reuss van Köstritz huwde.